# Sovjetunionens flag
Sovjetunionens flag blev indført i 1922, og har det meget kendte hammer og segl-symbol på. Desuden er der over hammeren og seglen en stjerne. Resten af flaget er rødt.
Flagene for de enkelte republikker i Sovjetunionen var afledt af Sovjetunionens flag – inspirationen ses endnu tydeligt i blandt andet Hvideruslands flag (  ).